# Антоній (Фірлей)
Антоній (в миру Фірлей Роман Іванович; 16 вересня 1978 , Лоєва, Івано-Франківська область ) — архієрей Православної церкви України, єпископ Чернігівський і Ніжинський.

## Життєпис
Народився у сім’ї Івана Фірлея та Ірини (Орисі) Наливайко. Рід по батьківській лінії має давнє шляхетське походження з теренів Люблінського воєводства. 
З 1984 по 1993 рік навчався в Лоєвській загальноосвітній школі І–ІІ ступенів, а з 1993 по 1995 — в Делятинській загальноосвітній школі І–ІІІ ступенів.
В 1995 році вступив на навчання до Волинської Духовної Семінарії Української Православної Церкви Київського Патріархату, де й остаточно визначився як православний. Один із найкращих хористів академії (тенор). Диплом про закінчення ВДА отримав 1999.
8 листопада 1998 в Свято-Благовіщенському храмі Ковеля митрополитом Луцьким та Волинським Яковом (Панчуком) рукоположений в сан диякона.
6 грудня 1998 в Троїцькому соборі міста Луцька митрополитом Луцьким та Волинським Яковом (Панчуком) рукоположений в сан пресвітера.
Проходив служіння у Кіровоградській і Житомирській єпархіях УПЦ КП.
В жовтні 2011 з благословення Патріарха Філарета зачислений до кліру Полтавської єпархії Київського Патріархату, де проходив служіння як настоятель Свято-Георгіївської парафії містечка Білоцерківці Пирятинського району та секретаря керуючого Полтавською єпархією УПЦ КП.
21 травня 2012 в Свято-Успенському соборі місті Полтава зведений у сан протоієрея.
2012 — працівник Синодального Управління у справах молоді УПЦ Київського патріархату. 
5 грудня 2012 з благословення Патріарха Філарета зарахований до числа братії Михайлівського Золотоверхого монастиря Києва.
4 квітня 2013 намісником монастиря єпископом Вишгородським Агапітом (Гуменюком) пострижений у чернецтво з іменем Антоній (на честь преподобного Антонія Печерського).
2013 — вступив до магістратури Київської Православної Богословської академії, котру закінчив 2015. Того ж року вступив до аспірантури КПБА.
21 квітня 2014 до дня Святої Пасхи у Михайлівському Золотоверхому соборі Патріархом Філаретом зведений у сан ігумена.
2 травня 2016 до дня Святої Пасхи Патріархом Філаретом нагороджений хрестом з прикрасами.
2 квітня 2018 Патріархом Київським і всієї Руси-України Філаретом зведений в сан архімандрита. 
З благословення архієпископа Вишгородського Агапіта, намісника монастиря, ніс послух економа монастиря.

## Єпископське служіння

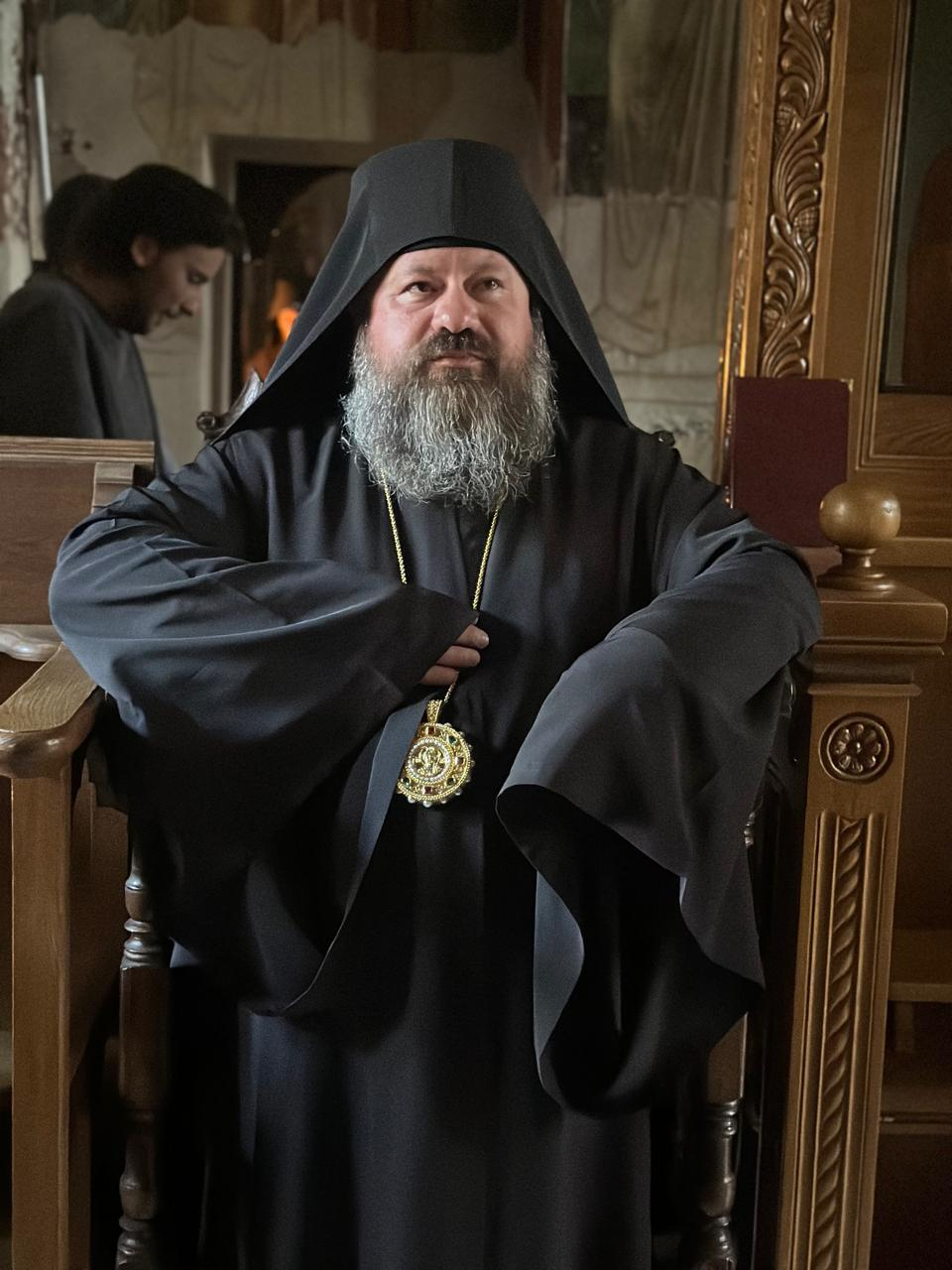
Свята гора Афон, монастир Пантократор, 2023 рік. Єпископ ПЦУ Антоній (Фірлей)

23 травня 2022 року Синод ПЦУ обрав архімандрита Антонія (Фірлея) єпископом Бориспільським, вікарієм Київської єпархії.
1 червня 2022, наприкінці Всенічного бдіння у Михайлівському Золотоверхому соборі, очоленого Митрополитом Київським і всієї України Епіфанієм, відбулося наречення архімандрита Антонія на єпископа Бориспільського, вікарія Київської єпархії.
2 червня 2022, у день свята Вознесіння Господнього, Митрополит Київський і всієї України Епіфаній очолив Божественну літургію в Михайлівському Золотоверхому кафедральному соборі, під час якої архімандрита Антонія (Фірлея) було рукоположено у сан єпископа Бориспільського. Його Блаженству співслужили митрополит Вінницький і Барський Симеон (Шостацький), митрополит Сімферопольський і Кримський Климент (Кущ), митрополит Переяславський і Вишневський Олександр (Драбинко), архієпископ Чернігівський і Ніжинський Євстратій (Зоря), архієпископ Житомирський і Поліський Володимир (Шлапак), архієпископ Вишгородський Агапіт (Гуменюк), єпископ Білогородський Іоан (Швець), єпископ Запорізький і Мелітопольський Фотій (Давиденко), єпископ Хмельницький і Кам’янець-Подільський Павло (Юристий), єпископ Богородчанський Феогност (Бодоряк).
2 лютого 2023 призначений правлячим архієреєм Чернігівської єпархії Православної Церкви України.

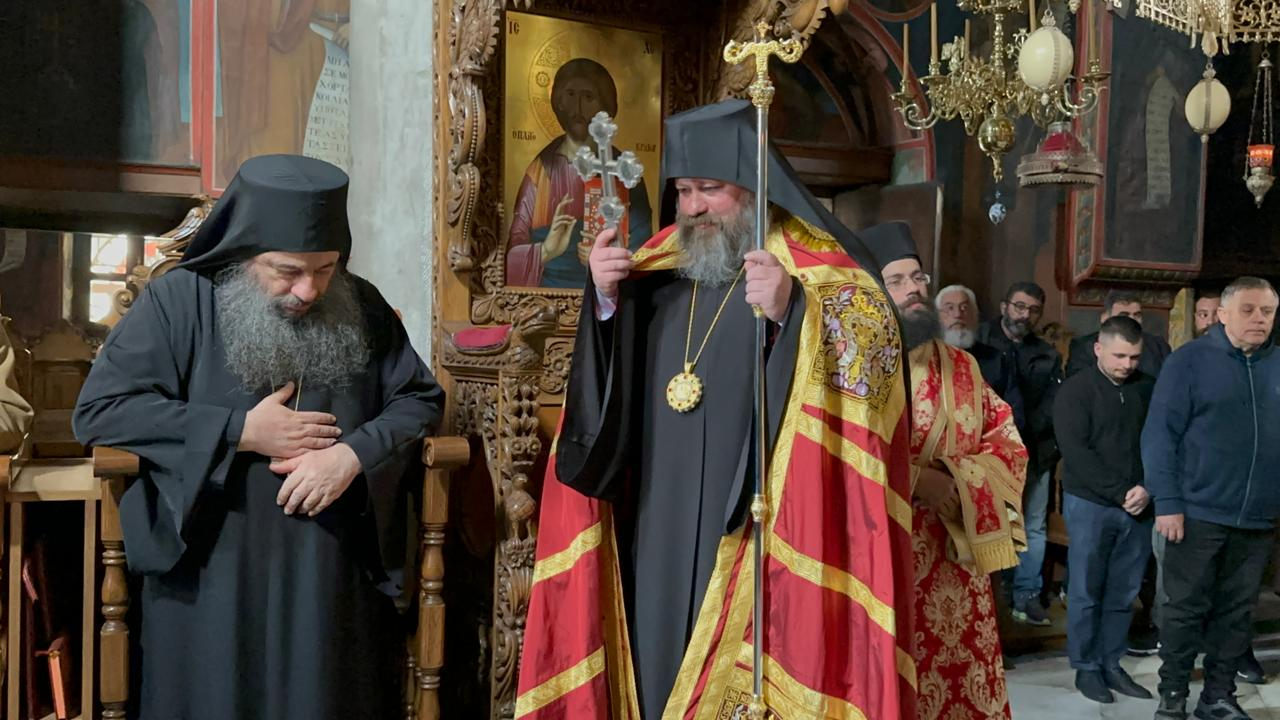
Свята гора Афон, монастир Пантократор, 2023. Єпископ Антоній (Фірлей) під час богослужіння з монахами Афону.

29 січня 2024 відслужив архієрейським чином літургії в містечку Крути, де Михайлівська церква долучилась до ПЦУ.